# Yixianornis
Yixianornis (义县鸟) ist eine ausgestorbene Vogel-Gattung aus der Unterkreide. Überreste wurden in der Jiufotang-Formation bei Chaoyang (Volksrepublik China) gefunden und dürften somit aus dem unteren Aptium (~ 120 Ma BP) stammen. Bisher ist nur eine Art bekannt, Yixianornis grabaui.

## Etymologie
Die Wortschöpfung Yixianornis leitet sich ab von Yixian, wörtlich Kreis Yi (chinesisch 义县, Pinyin Yìxìan), mit der danach benannten Yixian-Formation und dem altgriechischen όρνις (ornis) für Vogel. Der Artname grabaui geht auf den amerikanischen Paläontologen Amadeus William Grabau zurück, der im frühen 20. Jahrhundert Geländeuntersuchungen in China vornahm.

## Systematik
Yixianornis war ein naher Verwandter von Yanornis und Songlingornis. Diese drei Gattungen bilden zusammen ein Taxon innerhalb der frühen modernen Vögel. Sie sind sehr primitive Vögel, besitzen aber bereits ein im Wesentlichen modernes Pygostyl mit einem Fächer von Schwanzfedern.